# Harold MacMichael
Harold Alfred MacMichael (1882-1969) est un administrateur colonial britannique.

## Biographie
Après des études à Cambridge, Harold MacMichael fut administrateur au Soudan, dans la province du Nil bleu puis à Khartoum. De 1933 à 1937, il fut gouverneur du Tanganyika et en 1938, nommé Haut-Commissaire de Palestine mandataire. Il échappe en 1944 à un attentat du Lehi consécutif aux tragédies du Struma et du Mefküre. En 1945, il est chargé de négocier la création de l'Union malaisienne en préservant les intérêts de la Couronne britannique.